# Polarizzazione (psicologia sociale)
Con il termine polarizzazione ci si riferisce a quel processo psicosociale che conduce ad una progressiva e graduale modificazione dei propri atteggiamenti a favore di posizionamenti e opinioni più estreme. Il fenomeno della polarizzazione è stato studiato soprattutto nell'ambito dei contesti di gruppo, nel qual caso si parla specificatamente di polarizzazione di gruppo. All'interno di un gruppo sociale la polarizzazione di gruppo consiste nella tendenza degli individui membri ad assumere sistematicamente e in modo graduale delle posizioni (atteggiamenti) che sono più estreme rispetto alla media delle posizioni iniziali dei restanti membri.
Il fenomeno della polarizzazione di gruppo fu dimostrato per la prima volta da Moscovici e Zavalloni nel 1969 in uno studio condotto su un campione di studenti francesi delle scuole superiori divisi in piccoli gruppi. Studi scientifici successivi nell'ambito della psicologia sociale hanno dopodiché contribuito a fornire ulteriori evidenze per questo fenomeno. Meyers e Bishop nel 1970 dimostrarono ad esempio come i processi di polarizzazione possano essere coinvolti anche nell'estremizzazione di atteggiamenti razzisti.

## Teorie della polarizzazione
Le teorie proposte per spiegare i motivi, nonché quali siano i meccanismi che consentono il verificarsi della polarizzazione sono varie e si sono concentrate principalmente su tre approcci fondamentali:
1. Approccio delle argomentazioni persuasive;
2. Approccio del confronto sociale;
3. Approccio della categorizzazione sociale del Sé.

Ad ogni modo è bene precisare che alla luce delle attuali evidenze è riconosciuta tra gli studiosi del settore la necessità di adottare un approccio di integrazione tra le teorie proposte, al fine di ottenere una visione quanto più possibile completa del fenomeno psicosociale della polarizzazione.

### Approccio delle argomentazioni persuasive

Secondo tale teoria quando le persone si confrontano su particolari temi all'interno di un gruppo sociale, e quando in questo gruppo sociale i membri che ne fanno parte sono dotati di atteggiamenti sostanzialmente simili tra loro rispetto ad un certo oggetto di discussione, allora possono facilmente verificarsi processi di polarizzazione. Questo sarebbe dovuto al fatto che le persone, nel corso della discussione di gruppo potrebbero entrare a conoscenza di nuove argomentazioni utili, delle quali prima non erano a conoscenza, per poter sostenere e confermare le proprie credenze. Inoltre sia l'atto del ripetere le proprie argomentazioni, sia il fatto di sentirle pronunciare da altri membri del proprio stesso gruppo sociale, permetterebbe secondo tale teoria di rendere maggiormente forti e accessibili in memoria tali credenze. Dopodiché, certamente il fatto di sentire pronunciare le proprie stesse argomentazioni rispetto ad un certo tema, anche da altre persone appartenenti al proprio stesso gruppo sociale consente di ottenere sostegno sociale rispetto alla propria posizione, incentivandola.
Tale approccio alla spiegazione psicologica del fenomeno della polarizzazione è anche detto approccio informativo, poiché sostiene che alla base del fenomeno vi sia lo scambio di informazioni all'interno di contesti gruppali.

### Approccio del confronto sociale
Tale spiegazione dei processi di polarizzazione di gruppo si basa sulla teoria del confronto sociale di Leon Festinger, ed è nota anche con l'espressione "spiegazione normativa della polarizzazione". Secondo tale approccio gli individui all'interno dei gruppi tenderebbero sistematicamente a confrontare sé stessi, nelle proprie caratteristiche, rispetto alle caratteristiche degli altri membri che appartengono agli stessi gruppi sociali. Tale confronto sarebbe secondo Festinger finalizzato principalmente al raggiungimento dell'approvazione sociale da parte del gruppo (e dei gruppi) di cui si fa parte, nonché al fine di verificare il rispetto degli standard normativi sociali tipici del dato gruppo considerato.
Inoltre secondo Festinger, le persone all'interno dei gruppi sociali sarebbero spinte non solo dal desiderio di conformazione agli standard normativi di cui sopra, ma anche dal desiderio di rivendicare la propria unicità. Pertanto le persone nei gruppi sociali potrebbero, ad esempio, nel tentativo di distinguersi dal resto dei membri, tendere a mantenere delle posizioni sistematicamente più estreme rispetto a quelle altrui, pur assicurandosi di mantenere un atteggiamento socialmente desiderabile anche per il resto del gruppo.
Ad esempio in ambito politico un elettore moderato di sinistra o di destra potrebbe spostarsi verso una posizione più estrema, che sia comunque condivisibile secondo i principi tipici della destra e della sinistra (es. fascismo e comunismo).

### Approccio della categorizzazione sociale del Sé
Secondo tale approccio la polarizzazione nasce dalla tendenza delle persone ad accentuare quanto più possibile le somiglianze presenti tra i membri in-group (all'interno del proprio gruppo sociale) e ad accentuare invece le differenze presenti tra sé e gli individui out-group (al di fuori del proprio gruppo sociale). Coerentemente con questa teoria pertanto il fenomeno della polarizzazione è incrementato soprattutto nell'ambito del contesto intergruppi, ovvero nell'ambito dei contesti di interazione tra gruppi sociali diversi e opposti.

## Teoria del pensiero di gruppo

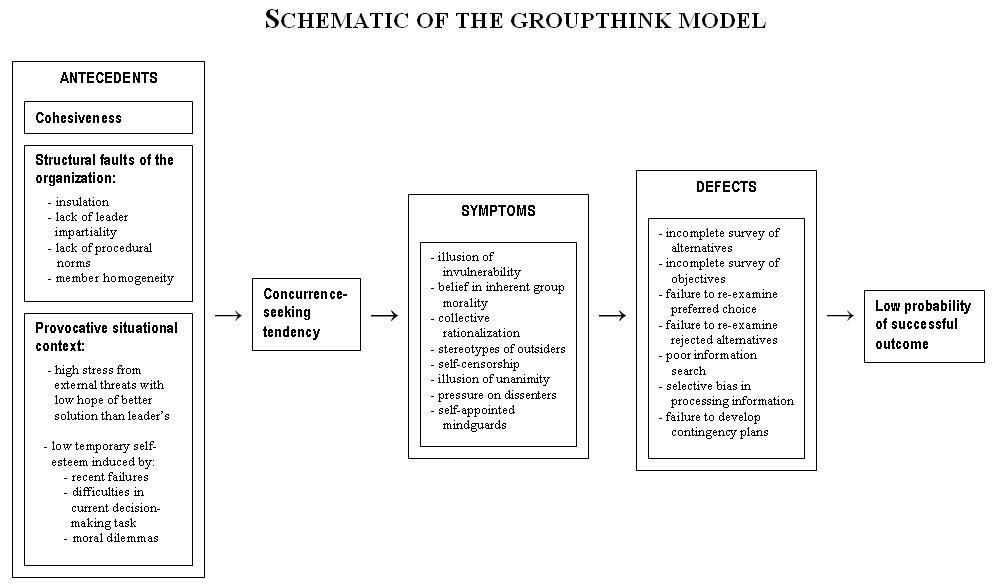
Schematizzazione della teoria del pensiero di gruppo (Janis & Mann 1977)

Il termine "pensiero di gruppo" è stato coniato dallo psicologo e ricercatore Irving Janis (1918 – 1990) per definire il particolare fenomeno psico-sociale che si verifica nell'ambito di contesti gruppali e che conduce al raggiungimento dall'unanimità delle opinioni dei membri di un dato gruppo sociale a discapito di una valutazione più realistica della realtà. Il pensiero di gruppo costituisce pertanto un esempio estremo di influenza normativa, ovvero un tipo specifico di influenza sociale in base alla quale le persone modificano i propri atteggiamenti e comportamenti per aderire ad una norma o ad uno standard di gruppo.
Il fenomeno del pensiero di gruppo condurrebbe anche, secondo la teoria proposta da Janis, allo sviluppo da parte dei membri di un determinato gruppo di una rappresentazione stereotipata dei membri degli altri gruppi, soprattutto se contrapposti. Proprio per via delle caratteristiche sopraelencate pertanto i gruppi caratterizzati da pensiero di gruppo sarebbero meno efficienti, dato che nel corso dei processi di decisione collettiva tendono a non tener molto conto dei vincoli e delle informazioni contestuali, preferendo invece basarsi su principi rigidi e dogmatici che però assicurano l'unanimità tra i membri.
Secondo la teoria proposta da Janis i principali fattori che possono facilitare il pensiero di gruppo sono:
- Coesione sociale elevata;
- Isolamento dalle critiche provenienti da coloro che non fanno parte del gruppo;
- Struttura di leadership dogmatica;
- Mancanza di procedure condivise per favorire il dibattito;
- Pressioni e condizioni stressanti per un gruppo (come il contatto con un gruppo rivale).